# Prefettura autonoma kazaka di Ili
La prefettura autonoma kazaka di Ili (伊犁哈薩克自治州S, Yīlí Hāsàkè ZìzhìzhōuP; in uiguro ئىلى قازاق ئاپتونوم ۋىلايىتى, Ili Qazaq aptonom wilayiti) è una prefettura autonoma subprovinciale della provincia del Sinkiang, in Cina.
Con una superficie di 268.591 chilometri quadrati (16,18% dello Xinjiang), la Prefettura di Ili condivide un confine di 2.019 chilometri con il Kazakistan, la Mongolia e la Russia. Nella Prefettura di Ili ci sono nove porte di ingresso a livello nazionale, tra cui Jeminay e Khorgas. Le regioni amministrate direttamente (in cinese: 直辖区域) all'interno della prefettura coprono 56.622 chilometri quadrati (il 21,08% dell'area totale di Ili) e hanno una popolazione di 4.930.600 abitanti (il 63,95% della popolazione registrata di Ili). I kazaki in Cina sono la seconda etnia più numerosa nella prefettura dopo gli Han e costituiscono poco più di un quarto della popolazione.
L'Ili è l'unica prefettura autonoma in Cina ad avere prefetture (Altay e Tacheng) sotto la sua amministrazione. Il termine "prefettura autonoma sub-provinciale" (副省级自治州) è stato spesso applicato all'Ili, ma non ha alcuna base giuridica nel diritto cinese ed è un termine improprio.

## Storia

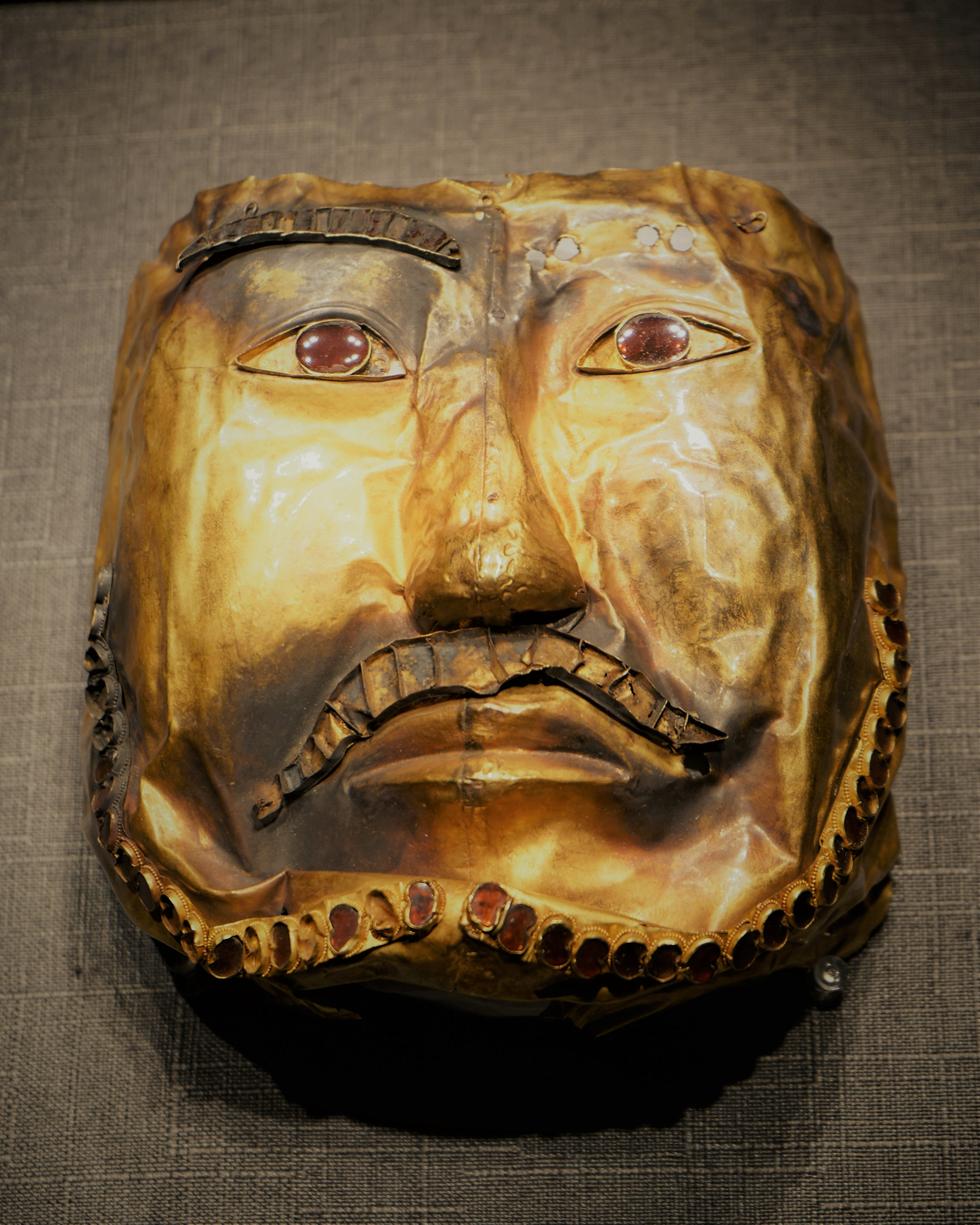
Maschera d'oro intarsiata con rubini, probabilmente risalente al Primo Khaganato turco (552-603). È stata scavata nella tomba Boma nella contea di Zhaosu e fa parte della collezione del Museo della Prefettura di Ili.

Prima dell'avvento della dinastia Qin (221-206 a.C.), Ili era abitata dai Wusun, una tribù tributaria degli Unni. I Wusun furono scacciati nel VI secolo d.C. dagli Xiongnu settentrionali, che nel 552 fondarono il Primo Khaganato turco. L'area divenne in seguito una dipendenza della Zungaria. Durante la dinastia Tang (618-907), il khanato divenne il Protettorato Generale per la Pacificazione dell'Ovest dell'Impero Tang.
Ili passò sotto il controllo del Khaganato uiguro nell'VIII e IX secolo, del Kara Khitay nel XII secolo e di Gengis Khan nel XIII secolo. Gli Oirati, in particolare gli Zungari, conquistarono Ili alla fine del XVI o all'inizio del XVII secolo.

## Dinastia Qing

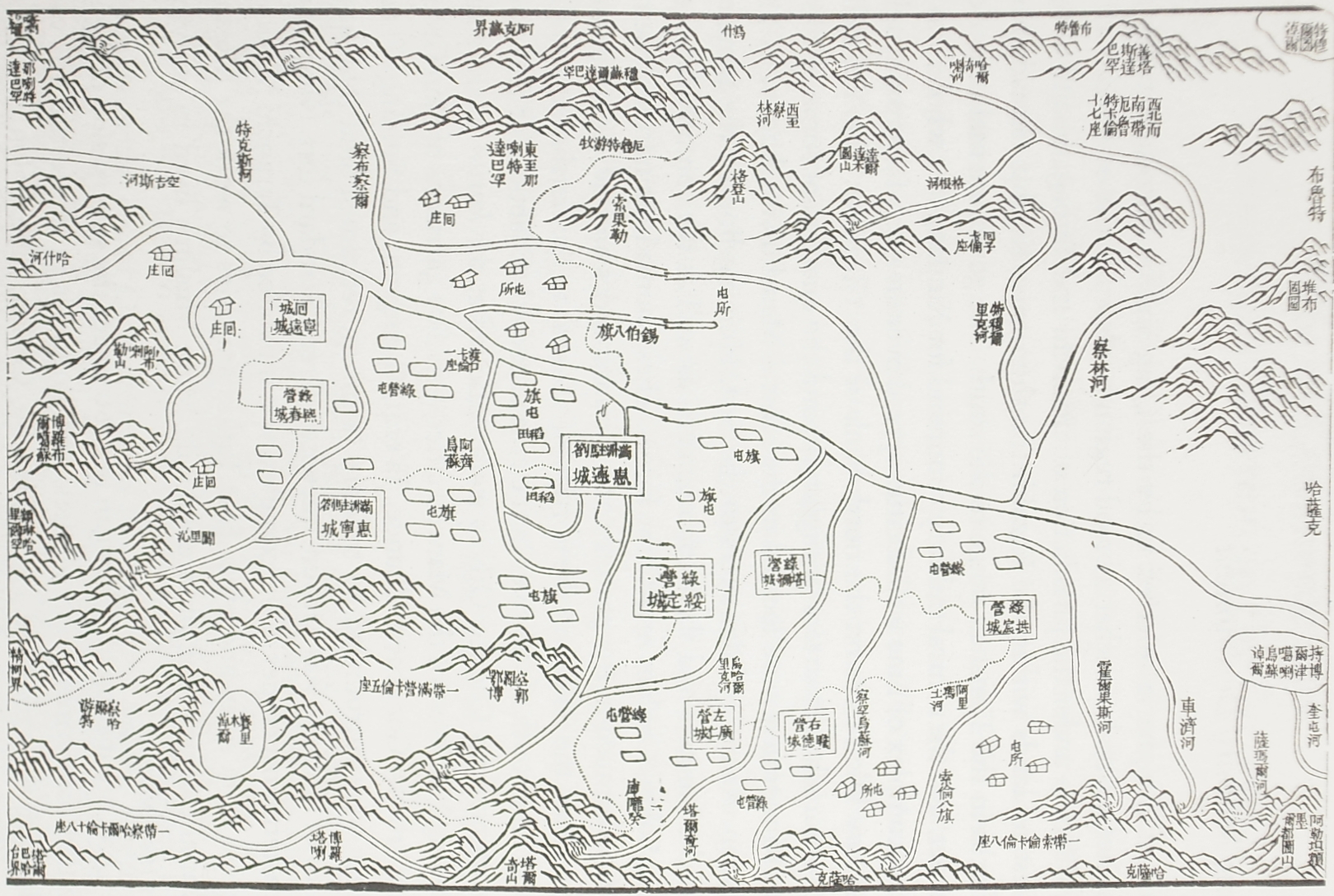
Mappa della Regione di Ili, c. 1809.È "capovolta", cioè il sud è in alto e l'ovest a destra. Le nove città fortificate sono rappresentate come doppi rettangoli.

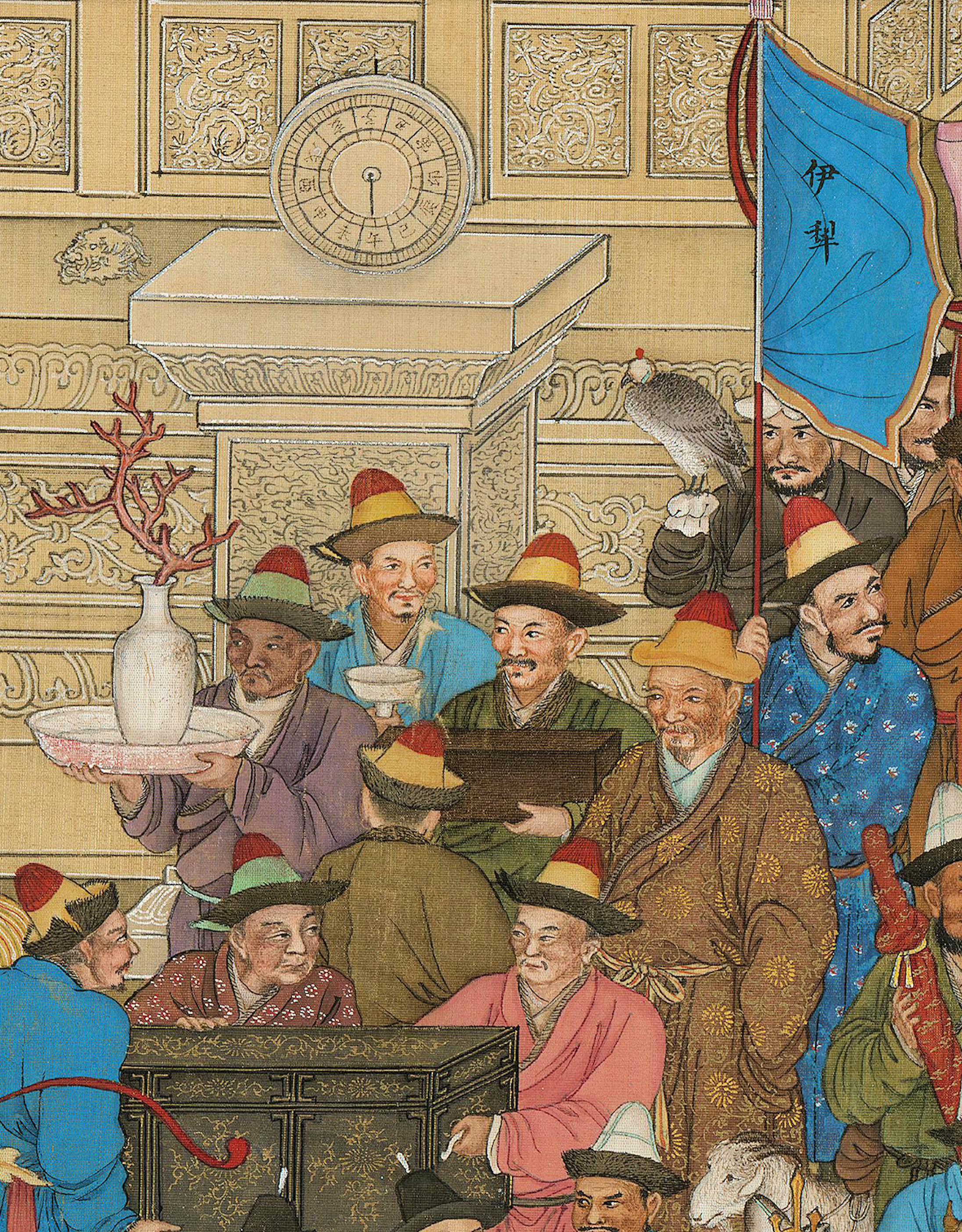
Delegati dell'Ili (伊犁) a Pechino nel 1761. Da Diecimila nazioni che vengono a rendere omaggio.

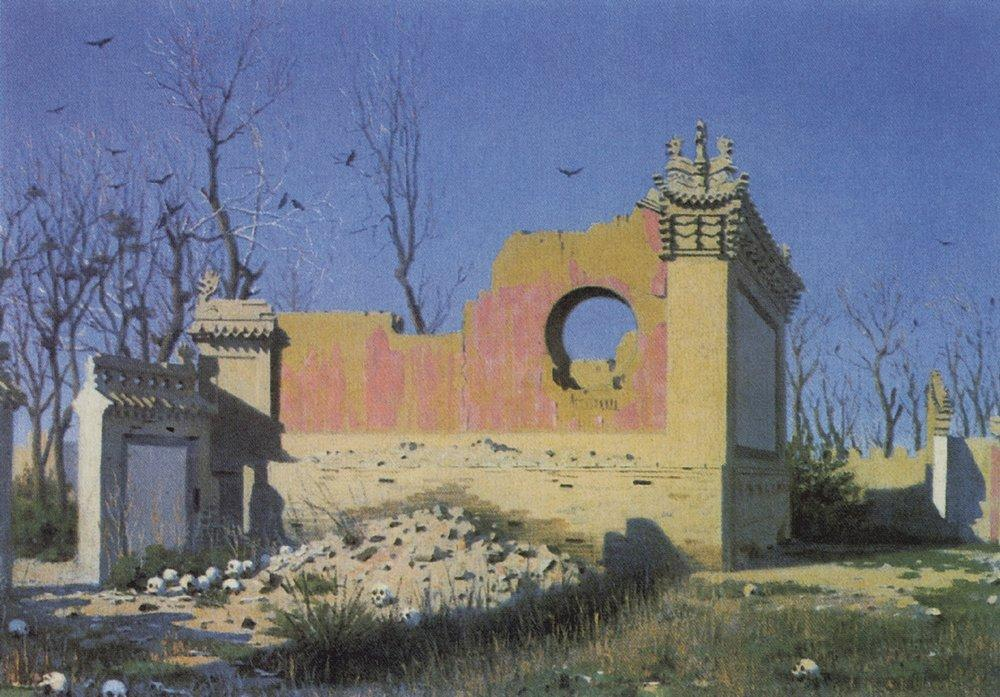
Rovine di un teatro a Chuguchak (Tacheng). Olio su tela di Vasilij Vasil'evič Vereščagin. Conservato al Museo di Stato russo.

Il khanato degli Zungari controllò sia la Zungaria che il bacino dell'Ili fino al 1755, quando la regione fu conquistata dalla dinastia Qing guidata dai Manciù, sotto l'imperatore Qianlong. Dopo aver sconfitto gli Zungari nei bacini di Zungaria e Ili, nonché gli Afaqi Khoja in Kashgaria, la corte Qing decise di fare del bacino di Ili la base principale del proprio controllo nello Xinjiang.
Nel 1760, i Qing costruirono nove città fortificate nel bacino dell'Ili: Huiyuan Cheng, Ningyuan Cheng, Huining Cheng, Taleqi Cheng, Zhande Cheng, Guangren Cheng, Gongchen Cheng, Xichun Cheng e Suiding Cheng.
Huiyuan Cheng, in quanto residenza del generale di Ili, il comandante capo delle truppe Qing nello Xinjiang, divenne la capitale amministrativa della regione. Fu dotata di un grande istituto penale e di una forte guarnigione. Questa città fu chiamata "Nuova Kulja", "Manhcu Kulja" o "Kulja cinese" dagli stranieri per distinguerla da Ningyuan / Yining, nota come "Vecchia Kulja" o "Taranchi Kulja".
Il primo generale di Ili fu Ming Rui. La tradizione Qing, ininterrotta fino ai tempi di Zuo Zongtang negli anni settanta del XIX secolo, era di nominare solo Manciù come funzionari nello Xinjiang.
Tacheng (Chuguchak) fu una delle città che soffrì molto durante la rivolta musulmana del 1864.
Durante la rivolta musulmana del 1864, i Dungan e i Tarchi della zona formarono il Sultanato dei Taranchi. Huiyuan Cheng fu l'ultima fortezza Qing nel bacino dell'Ili a cadere sotto i ribelli. I ribelli Dungan massacrarono la maggior parte degli abitanti della città; il governatore generale Mingsioi (Mingxu) riunì la sua famiglia e i suoi collaboratori nella sua villa e la fece saltare in aria, morendo sotto le sue rovine.
L'insurrezione portò all'occupazione del bacino dell'Ili da parte dei russi nel 1871. Dieci anni dopo, una parte del territorio fu restituita alla Cina in base al Trattato di San Pietroburgo del 1881.
Nell'ottobre 1884, il governo Qing approvò ufficialmente l'istituzione della provincia dello Xinjiang e il sistema politico locale di Ili subì di conseguenza importanti riforme. I sistemi Amban (軍府制) e Baig (伯克制) furono aboliti e sostituiti dai sistemi di circuito, prefettura urbana, prefettura e contea. La carica di Generale di Ili fu rinominata Generale della Guarnigione di Ili (伊犁駐防將軍) e le sue responsabilità furono notevolmente ridotte. Il generale della guarnigione di Ili avrebbe supervisionato solo gli affari militari di Ili e Tacheng, invece che dell'intero Xinjiang; quest'ultima responsabilità fu delegata alla nuova posizione di Grande Coordinatore dello Xinjiang (新疆巡撫). Il generale della guarnigione di Ili aveva sede nella città di Huiyuan.
Il Circuito di Yita (伊塔道) fu costituito a Ili e Tacheng nel 1888, come suddivisione della Provincia dello Xinjiang. Aveva sede nella contea di Ningyuan (l'attuale Yining). Il Circuito Yita era diviso in Prefettura di Ili (伊犁府), Divisione ad amministrazione diretta di Tacheng (塔城直隸廳) e Divisione ad amministrazione diretta di Jinghe (精河直隸廳). La regione di Altay è stata formata da Khovd (科布多; sede nella città di Khovd) nel 1904.

### Storia moderna
Il 10 ottobre 1911 ebbe inizio la Rivoluzione Xinhai, scaturita dalla rivolta di Wuchang. Il 7 gennaio 1912, sotto la guida di Yang Zuanxu (楊纘緒), un generale del Nuovo Esercito di Ili, scoppiò una ribellione armata contro i Qing. I ribelli occuparono la città di Huiyuan e uccisero Zhi Rui (志銳), il generale della guarnigione di Ili. Il 12 febbraio 1912 si insediò a Pechino il Governo Provvisorio della Repubblica di Cina, che il 15 marzo ordinò al Gran Coordinatore dello Xinjiang, Yuan Dahua (袁大化), di porre fine al dominio Qing nello Xinjiang.
Con la fine delle ostilità tra le forze Qing e repubblicane, la carica di Gran Coordinatore dello Xinjiang fu abolita e sostituita con quella di Governatore Militare dello Xinjiang (都督). Guang Fu (廣福), predecessore di Zhi Rui come generale della guarnigione di Ili, fu nominato primo governatore militare dello Xinjiang. Il 25 aprile, Yuan Dahua fu costretto a dimettersi da Gran Coordinatore dello Xinjiang. Il 18 maggio, Yang Zengxin (楊增新) fu raccomandato per la posizione di Governatore militare dello Xinjiang. L'8 luglio, i governi Qing e repubblicani firmarono un accordo di pace che stabiliva che la carica di generale della guarnigione di Ili sarebbe stata sostituita da quella di governatore della difesa di Ili (伊犁鎮邊使), sotto la diretta supervisione del governo repubblicano di Pechino. Guang Fu fu quindi nominato primo Governatore della Difesa di Ili. L'accordo riconosceva inoltre Yang Zengxin come massima autorità militare e politica in tutto lo Xinjiang.
Nell'agosto 1912, il governo repubblicano modificò le divisioni amministrative di Ili. La sede del Governatore della Difesa di Ili fu stabilita nella città di Huiyuan, quella del Consigliere (參贊) a Tacheng e quella dell'Esecutivo d'Affari (辦事長官) ad Altay. Il Circuito di Yita (伊塔道) venne mantenuto per governare gli affari civili locali; venne posto sotto l'amministrazione del Governatore della Difesa.
Dopo che il 1º febbraio 1914 Guang Fu morì di malattia, la carica di governatore della difesa di Ili diventò vacante. Yang Zengxin si recò a Pechino per chiedere al Governo Beiyang (governo repubblicano) di nominare Yang Feixia (杨飞霞) come sostituto di Guang Fu. La nomina fu approvata da Pechino e la giurisdizione amministrativa della posizione fu trasferita dal governo centrale al governo della provincia dello Xinjiang. Il Circuito di Yita fu quindi diviso in due circuiti, Ili e Tacheng, nel 1916. Il Governatore del Circuito di Tacheng (塔城道尹) sostituì il Consigliere di Tacheng (塔城参赞) con l'istituzione del Circuito di Tacheng.
Nel 1919, il Governo Beiyang pose il capo dell'Altay sotto la giurisdizione del governo della provincia dello Xinjiang e fu istituito il Circuito di Ashan (阿山道) dalla regione dell'Altay. Nell'agosto del 1939, per decreto del Governo Beiyang, le divisioni amministrative mingyan (千戶長) e centenari (百戶長) furono abolite e sostituite con divisioni distrettuali e cittadine. Gli affari pastorali kazaki furono gradualmente integrati nei servizi del governo locale.
La Prefettura di Ili (伊犁專區) venne istituita nel 1943, con 11 contee e la Divisione di Xinyuan (新源設治局; attuale Contea di Xinyuan) sotto la sua amministrazione. Le 11 contee erano Yining, Suiding (綏定; parte dell'attuale Contea di Huocheng), Khorgas (parte dell'attuale Contea di Huocheng), Gongliu, Tekes, Gongha (鞏哈; attuale Contea di Nilka), Ningxi (寧西; attuale Contea autonoma xibe di Qapqal), Jinghe, Bole, Wenquan e Zhaosu.
Nel dicembre 1953 fu istituita la Regione autonoma kazaka di Ili. Fu dichiarata una divisione a livello di prefettura sotto la giurisdizione della Provincia dello Xinjiang, con le tre prefetture di Ili, Tacheng e Altay sotto la sua amministrazione. La Prefettura autonoma mongola di Börtala fu creata nel luglio 1954 dalle contee di Bole, Jinghe e Wenquan, tre contee della Prefettura di Ili. Il 5 febbraio 1955 la Regione autonoma kazaka di Ili fu rinominata Prefettura autonoma kazaka di Ili.

## Suddivisioni amministrative
Ili è l'unico caso di prefettura autonoma subprovinciale in tutta la Cina. Ili esercita la sua giurisdizione su due prefetture normali e direttamente su due città, sette contee e una contea autonoma.
|    |                                |                    |                            |                             |                                 |                                |                          |                  |                |
| #  | Nome                           | Hanzi              | Hanyu Pinyin               | uiguro (UEY)                | Traslitterazione (ULY)          | Kazako (scrittura araba)       | Popolazione (stima 2003) | Superficie (km²) | Densità (/km²) |
| *  | Prefettura di Altay            | 阿勒泰地区         | Ālètài Dìqū                | تارباغاتاي ۋىلايىتى         | Altay Wilayiti                  | ئالتاي ۋىلايىتى                | 561667                   | 117800           | 5              |
| *  | Prefettura di Tacheng          | 塔城地区           | Tǎchéng Dìqū               | تارباغاتاي ۋىلايىتى         | Tarbaghatay Wilayiti            | تارباعاتاي ايماعى              | 892397                   | 104546           | 16             |
| 1  | Yining                         | 伊宁市             | Yīníng Shì                 | غۇلجا شەھىرى                | Ghulja Shehiri                  | قۇلجا قالاسى                   | 430000                   | 629              | 684            |
| 2  | Kuytun                         | 奎屯市             | Kuítún Shì                 | كۈيتۇن شەھىرى               | Küytun Shehiri                  | كۇيتۇن قالاسى                  | 300000                   | 1171             | 256            |
| 3  | Contea di Yining               | 伊宁县             | Yīníng Xiàn                | غۇلجا ناھىيىسى              | Ghulja Nahiyisi                 | قۇلجا اۋدانى                   | 360000                   | 4486             | 80             |
| 4  | Contea di Huocheng             | 霍城县             | Huòchéng Xiàn              | قورغاس ناھىيىسى             | Qorghas Nahiyisi                | قورعاس اۋدانى                  | 360000                   | 5466             | 66             |
| 5  | Contea di Gongliu              | 巩留县             | Gǒngliú Xiàn               | توققۇزتارا ناھىيىسى         | Toqquztara Nahiyisi             | توعىزتاراۋ اۋدانى              | 160000                   | 4124             | 39             |
| 6  | Contea di Xinyuan              | 新源县             | Xīnyuán Xiàn               | كۈنەس ناھىيىسى              | Künes Nahiyisi                  | كۇنەس اۋدانى                   | 300000                   | 7583             | 40             |
| 7  | Contea di Zhaosu               | 昭苏县             | Zhāosū Xiàn                | موڭغۇلكۈرە ناھىيىسى         | Mongghulküre Nahiyisi           | موڭعۇلكۇرە اۋدانى              | 160000                   | 10465            | 15             |
| 8  | Contea di Tekes                | 特克斯县           | Tèkèsī Xiàn                | تېكەس ناھىيىسى              | Tëkes Nahiyisi                  | تەكەس اۋدانى                   | 160000                   | 8080             | 20             |
| 9  | Contea di Nilka                | 尼勒克县           | Nílèkè Xiàn                | نىلقا ناھىيسى               | Nilqa Nahiyisi                  | نىلقى اۋدانى                   | 160000                   | 10130            | 16             |
| 10 | Contea autonoma xibe di Qapqal | 察布查尔锡伯自治县 | Chábùchá'ěr Xībó Zìzhìxiàn | ئاپتونوم يېزىسى چاپچال شىبە | Chapchal Shibe Aptonom Nahiyisi | شاپشال سىبە اۆتونوميالى اۋدانى | 170000                   | 4489             | 38             |